# Jüdischer Friedhof (Nordhorn)

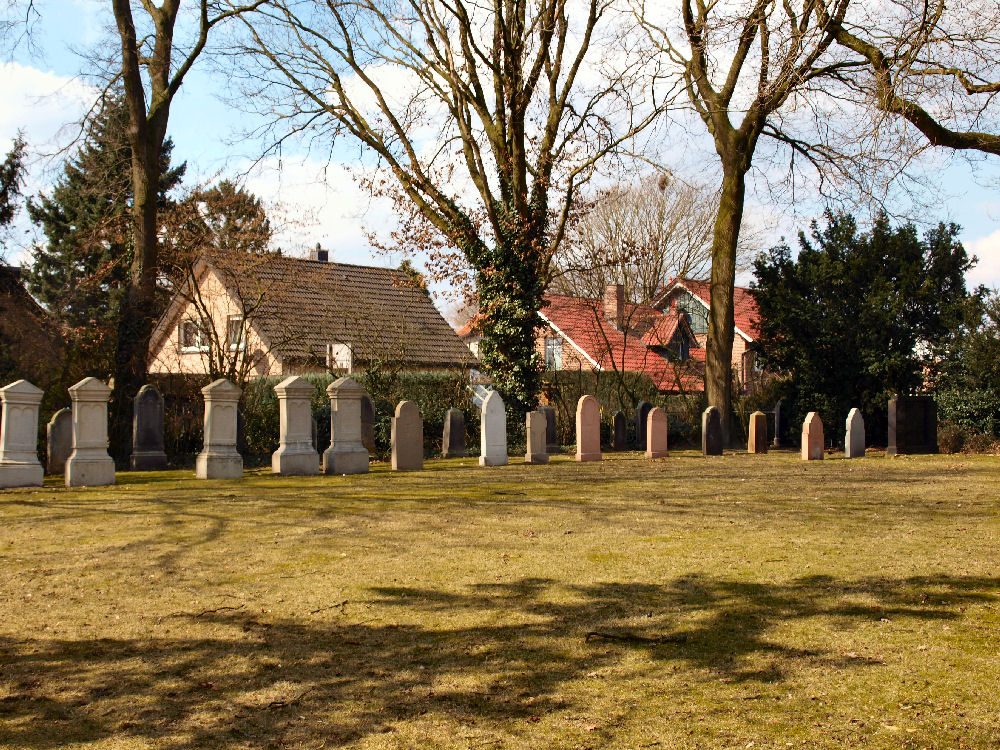
Überblick über das Friedhofsgelände

Der Jüdische Friedhof in Nordhorn an der Bentheimer Straße 184 mit 62 Gräbern von 1864 bis 1937 sowie 1945 erinnert aufgrund der Zerstörungen während der NS-Zeit mit nur noch 36 Grabsteinen an ehemalige jüdische Mitbürger der Kreisstadt. Er steht unter Denkmalschutz.
Es gab noch einen älteren jüdischen Friedhof, gelegen an der Bentheimer Straße 261 mit Gräbern vom 17. Jahrhundert bis 1864, der 1937 zerstört wurde.

## Geschichte

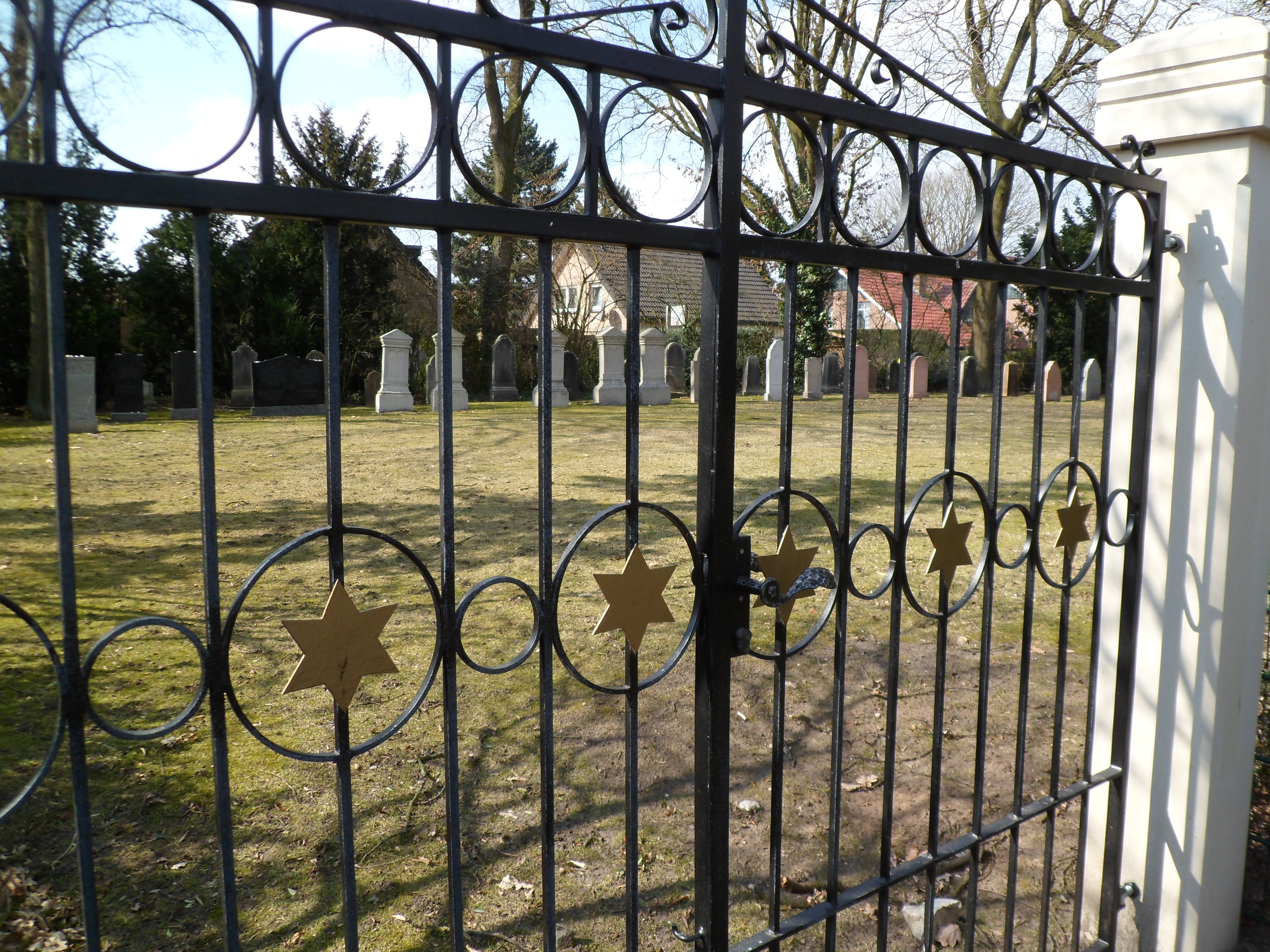
Toranlage von 2012

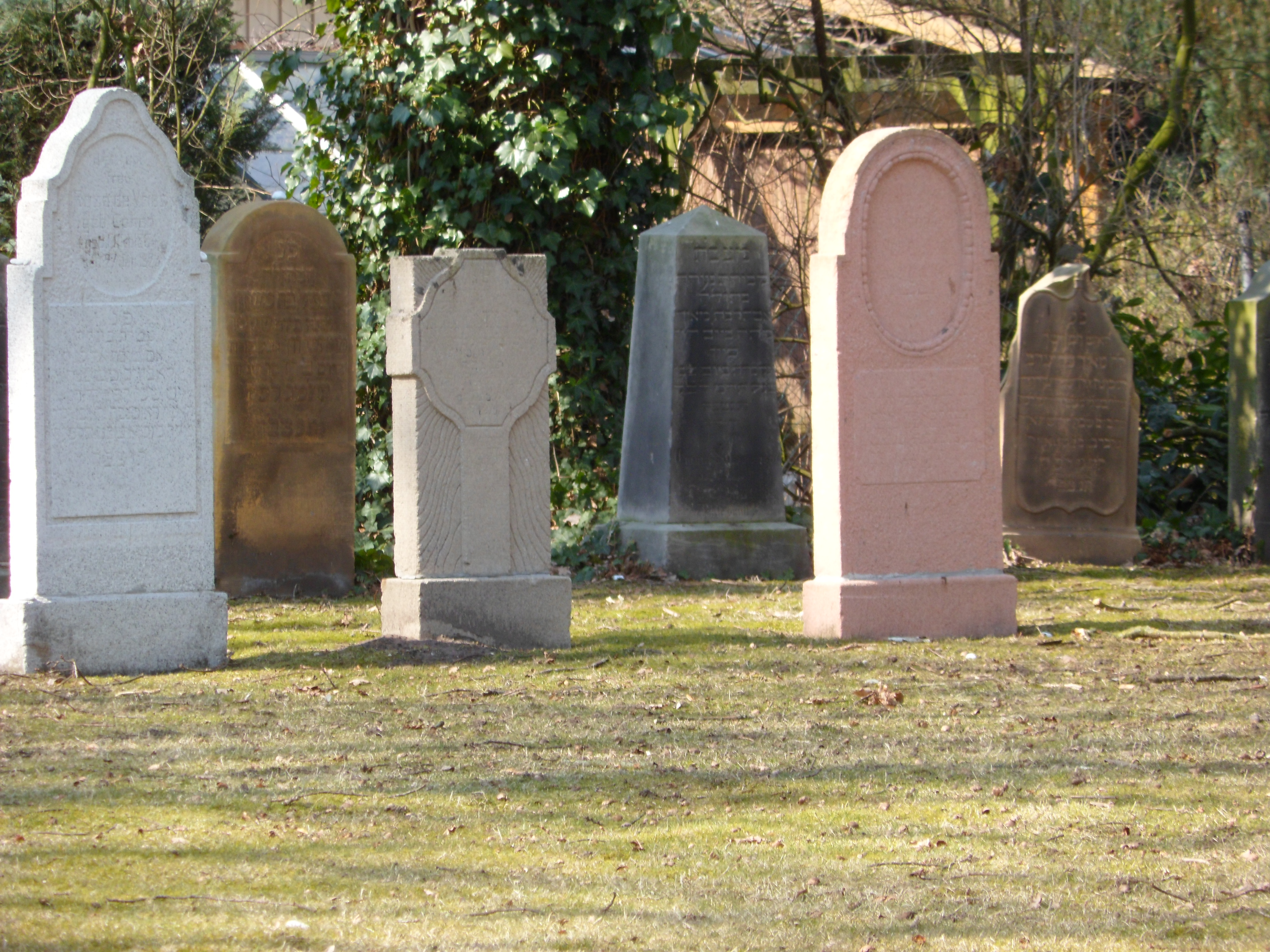
Einzelne Grabmale mit erhaltenen Grabsteinen

Der ältere jüdische Friedhof in Nordhorn wurde im 17. Jahrhundert an der Bentheimer Straße angelegt. Belegt wurde er bis 1864 und bestand noch bis in die Zeit des Nationalsozialismus. 1937 wurde auf dem Gelände eine Tankstelle errichtet, heute steht dort ein Autohaus.
Schon 1864 wurde rund 200 Meter stadteinwärts des alten Friedhofs der noch teilweise erhaltene, neuere Friedhof angelegt. Er wurde von 1864 bis 1937 und 1945 belegt. Insgesamt gab es dort 62 Gräber, aufgrund von Zerstörungen während der NS-Zeit blieben nur 36 Grabsteine erhalten.
2012 erhielt der Friedhof eine neu gestaltete Toranlage. Angelehnt an zeitgenössische Gestaltungen anderer jüdischer Friedhöfe wurden Sandsteinstelen errichtet, die zwei eiserne Torflügel mit sieben goldenen Davidsternen halten.
Der Neue Jüdische Friedhof wird als bauliches und kulturelles Denkmal in der Denkmalliste des Landes Niedersachsen für die Stadt Nordhorn geführt. Eigentümer ist der Niedersächsische Landesverband der jüdischen Gemeinden.